# Tripartismo
Tripartismo es el término que se utiliza para referirse a un cierto tipo de organización y procedimientos de concertación entre tres sectores: los gobiernos, las organizaciones de empleadores, y los sindicatos. El origen del tripartismo debe ubicarse en la Organización Internacional del Trabajo (OIT), institución internacional gobernada por representantes de los gobiernos, empleadores y trabajadores de cada uno de los países miembros.

## Definición
La OIT ha definido como tripartismo o cooperación tripartita en sentido amplio:

... todos los tratos entre el Estado –representado por los gobiernos–, los empleadores y los trabajadores que versan sobre la formulación o la aplicación de la política económica y social.

El tripartismo se aplica en el sistema de gobierno de la OIT, pues tanto su órgano suprema, la Conferencia Internacional del Trabajo, como su órgano ejecutivo, el Consejo de Administración se integran con un número equivalente de representantes de los gobiernos, de los empleadores y de los trabajadores. 
El tripartismo está incorporado tanto en las instituciones nacionales como internacionales, a través de procedimientos, organismos y ámbitos de diálogo y concertación social. En muchos casos, esos organismos toman el nombre de consejo económico social. En algunos casos las instituciones y procedimientos incluyen a otros sectores.

## Tripartismo y diálogo social
El tripartismo, es el principio básico de organización de las relaciones laborales que impulsa la OIT. En este sentido el tripartismo es básicamente un método de solución pacífica de controversias en el conflicto social. Se fundamenta en el presupuesto de que las decisiones relacionadas con las políticas económicas y sociales, deben atender los intereses y puntos de vista de sus principales actores: el Estado, el capital y el trabajo.
El tripartismo se desarrolla dinámicamente a través del diálogo social, entre gobiernos, empleadores y sindicatos. Para ello impulsa políticas de buena fe y colaboración, que conduzcan al intercambio de información entre las partes y de consulta previa a la toma de decisiones unilaterales. Estas prácticas tripartitas suelen ser conocidas bajo el término genérico del derecho a la "información y consulta".
Entre las normas de la OIT referidas al diálogo social tripartito, se destacan:
- Convenio sobre la consulta tripartita (normas internacionales del trabajo),1976 (núm. 144)
- Recomendación sobre la consulta (ramas de actividad económica y ámbito nacional), 1960 (núm. 113)
- Recomendación sobre la consulta tripartita (actividades de la Organización Internacional del Trabajo, 1976 (núm. 152)

## Concertación social
La dinámica del tripartismo no solo conduce al intercambio de información y consulta entre los actores sociales, sino también acuerdos entre los sectores, que se denomina concertación social.
Un ejemplo de concertación social son los Convenios de la OIT, verdaderos tratados internacionales, de carácter obligatorio para los países miembros una vez ratificados. La OIT también dicta Recomendaciones aprobadas mediante procesos de concertación social.